# Luis Delgado Vargas
Luis Delgado Vargas (Santa Cruz de Tenerife, 25 d'agost de 1965) és un exfutbolista canari, que ocupava la posició de migcampista. Va jugar en primera divisió amb el CD Tenerife (89/91) i amb el Rayo Vallecano (93/94). També va militar al RCD Mallorca.